# Пеги Уитсън
Пеги Анет Уитсън (на английски: Peggy Annette Whitson) е американска учена и астронавтка от НАСА.
Тя е единствената жена в света командир на експедиция на Международната космическа станция (МКС) и към 2012 година е жената с най-много дни в космоса - общо 665 денонощия 22 часа 22 минути и най-много часове извънкорабна дейност - 6 космически разходки с обща продължителност 39 часа и 46 минути.

## Образование
Пеги А. Уитсън е родена на 9 февруари 1960 г. в Маунт Еър, Айова. През 1978 г. завършва местната гимназия, а през 1981 г. получава с бакалавърска степен по биология и химия в колежа Уеслиън, Айова. Защитава докторат по химия в Университета Райс през 1985 г. и от октомври 1986 г. работи там като постдокторален изследовател.

## Научна кариера
През април 1988 г. започва работа в Космическия център Линдън Джонсън, Хюстън, Тексас. До септември 1989 г. е шеф на научната група по биохимия и космическа медицина на НАСА. От 1991 до 1997 г. е професор в Департамента по вътрешни болести, биохимия и генетика на Университета в Галвестън, Тексас. След 1997 г., П. Уитсън е Директор на Централната лаборатория по генетика и генно инженерство.

## Служба в НАСА
На 1 май 1996 г., Пеги Уитсън е избрана за астронавт от НАСА, Астронавтска група №16.

### Експедиция 5
Пеги Уитсън осъществява първият си космически полет до Международната космическа станция, като член на Експедиция 5. Мисията започва на 5 юли 2002 на борда на полет STS-111. Завръща се на Земята на 7 декември 2002. Прекарва в космоса 178 денонощия и 3 часа.

### Експедиция 16
Втората мисия започва на 10 октомври 2007 с изстрелването на кораба 'Союз' ТМА-11. Пеги Уитсън е първата жена командир на Международната космическа станция. По време на мисията си, изпълнява 5 излизания в открития космос заедно със своите колеги Юри Маленченко и Даниел Тани. Завръща се на Земята на 19 април 2008 година и прекарва 191 денонощия и 19 часа по време на Експедиция 16. Това е и най-дългият престой на астронавт от Американската космическа програма до днес, както и най-дългият престой на жена в космоса.
По време на тази експедиция до космическата станция лети совалката Дискавъри, мисия STS-120 с командир Памела Мелрой. Това е единствения случай в историята когато командири на мисия и експедиция са жени.

### Експедиции 50, 51 и 52
На 17 ноември 2016, Пеги Уитсън излита заедно с руския астронавт Олег Новицки (командир на мисията) и френският астронавт Томас Песке на борда на космическия кораб Союз MS-03. Целта на мисията е осъществяването на престой на Международната космическа станция за 6 месеца. От месец април 2017 до юни същата година, Пеги Уитсън е командир на мисия 51.
По време на мисията извършва 4 излизания в открития космос - на 6 януари и 30 март 2017 заедно с Робърт Шейн Кимброут и на 12 и 23 май 2017 заедно с Джак Фишър.
През 2017 година Руската космическа агенция решава да намали броят на постоянно пребиваващите руски астронавти на станцията от 3 на 2. Вследствие на това, НАСА обявява през април 2017, че престоят на Пеги Уитсън се удължава с още 3 месеца, като член на Експедиция 52, с цел да не се намали научният потенциал на борда на космическата станция. Томас Песке и Олег Новицки се завръщат сами на Земята на 3 септември 2017. Пеги пристига на 3 септември с другите двама участници в Експеция 52 - Фьодор Юрчикин и Джак Фишър на борда на Союз MS-04.

### Космически полети
| Космически полети на Пеги Анет Уитсън                     | Космически полети на Пеги Анет Уитсън | Космически полети на Пеги Анет Уитсън                                                | Космически полети на Пеги Анет Уитсън | Космически полети на Пеги Анет Уитсън            | Космически полети на Пеги Анет Уитсън | Космически полети на Пеги Анет Уитсън |
| №                                                         | Дата                                  | КК                                                                                   | Емблема на мисията                    | Функции                                          | Продължителност                       |                                       |
| --------------------------------------------------------- | ------------------------------------- | ------------------------------------------------------------------------------------ | ------------------------------------- | ------------------------------------------------ | ------------------------------------- | ------------------------------------- |
| 1                                                         | 5 юни 2002                            | „Индевър“, мисия STS-111, МКС - Експедиция 5, „Индевър“, мисия STS-113 (приземяване) |                                       | Специалист на мисията, Полетен инженер на МКС    | 178 денонощия 03 часа 33 минути       |                                       |
| 2                                                         | 10 октомври 2007                      | „Союз“, ТМА 11, МКС - Експедиция 16                                                  |                                       | Бордови инженер, Командир на експедицията на МКС | 191 денонощия 19 часа 17 минути       |                                       |
| Сумарно време в космоса – 369 денонощия 22 часа 50 минути |                                       |                                                                                      |                                       |                                                  |                                       |                                       |

### Административна дейност
От октомври 2009 до август 2012 г., Пеги Уитсън е Директор на Астронавтския офис на НАСА. Тя е първата жена, която заема тази длъжност.